# Умберлі
50°59′43″ пн. ш. 3°59′02″ зх. д. / 50.9953° пн. ш. 3.9838° зх. д.
Шаблон:Infobox UK place

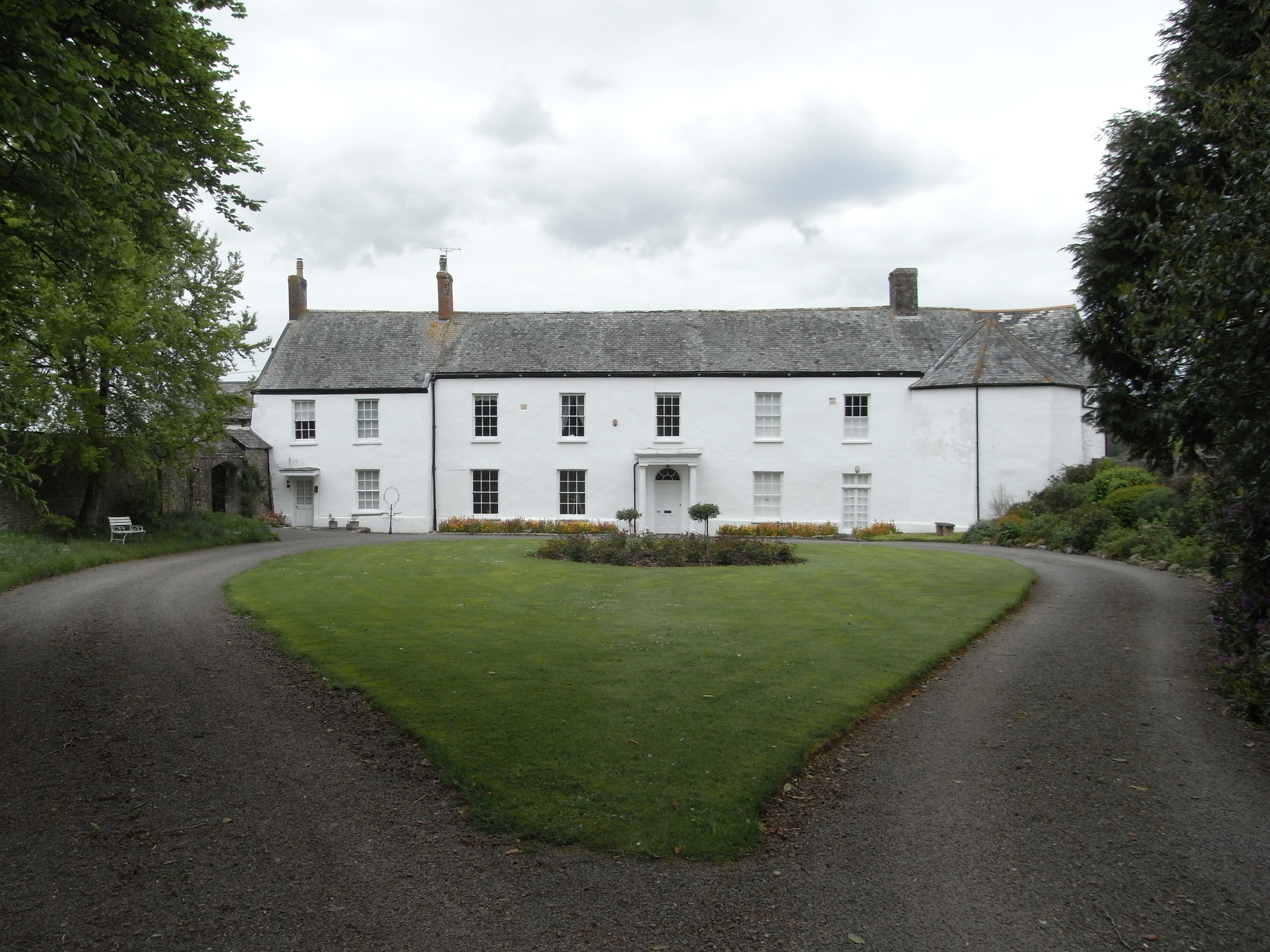
Джорджіанський дім Умберлі – будівля I ступеня, що залишилася від грандіозного особняка 16-го століття родини Бассет. Розташований на західному березі річки То, за 1 милю на північний захід від мосту Умберлі, він тепер знаходиться у парафії Атерінгтон. Колись це була садиба Умберлі, де розташовувалася середньовічна каплиця Умберлі, руїни якої збереглися досі. Також ймовірно, що це було місцем королівського палацу короля Ательстана у 10 столітті.

Умберлі — колишня велика садиба в історичній сотні (Північного) Тотона, яка нині є невеликим селом в Північному Девоні в Англії. Раніше це була церковна парафія, але після зведення церкви в Атерінгтоні вона стала частиною цієї парафії. Однак Умберлі зараз є складовою частиною цивільної парафії Читтлгемптон, що переважно розташована на східному березі річки То.
Маєток Умберлі, що мав свій власний запис у Домсдейській книзі 1086 року, повністю розташовувався на західному березі річки То та концентрувався навколо монастиря, який був переданий Вільгельмом Завойовником Абатству Святого Трійці у Кані, Нормандія.
Територію пізніше зайняв особняк маєтку Умберлі, сучасне георгіанське втілення якого, велика і велична ферма, відома як "Будинок Умберлі". Поруч із особняком маєтку, приблизно в 1275 році, було засновано каплицю Умберлі, яка зараз є руїною, а єдина залишена стіна її служить задньою стінкою сараю для сільськогосподарських інструментів.

## Походження маєтку

### Король Ательстан
За відомостями історика Девона Трістрама Рісдона (помер 1640 року), Умберлі було королівським маєтком, утримуваним у королівській власності під час правління Короля Етельстана (близько 893/895-939), який був Королем Західних Саксонів з 924 по 927 рік і Королем Англійським з 927 по 939 рік. Він спорудив умберлійський палац і поруч із ним каплицю, присвячену Пресвятій Трійці, яка обслуговувала королівську родину та домогосподарство. У межах маєтку Умберлі Етельстан пізніше заснував дві церкви: у Бікінгтоні, зараз Хай-Бікінгтон, та Атерінгтоні, кожну з яких він обдарував двома хайдами землі.

### Норманське завоювання
Безпосередньо перед Норманським завоюванням Англії в 1066 році маєток Умберлі належав Бріктрику, як вказано в Домсдейській книзі 1086 року. Ймовірно, це був великий саксонський тан Бріктрік, син Альгара. Особа на ім'я Бріктрик також була власником єдиної власності в Дорсеті, належної Церкві Святої Трійці в Кані, до завоювання, і після завоювання стала власницею Умберлі.
У Домсдейській книзі 1086 року Умберлей фігурує як єдина власність Eccl(esi)a (de) S(ancta) Trinitat(e) Cadom(ensis), Церква Святій Трійці в Кані, Нормандія. 12-столітній норманський храм цієї церкви зберігся й став відомий як Abbaye de Sainte-Trinité, також відомий як Abbaye aux Dames ("Абатство Дам"). Це пов'язано з тим, що воно було засновано Вільгельмом Завоюовником (1066–1087) та його дружиною Матильдою Фландрійською ще до Нормандського завоювання Англії, як бенедиктинський монастир для жінок. Будівництво розпочалося в 1062 році і завершилося в 1130 році.
Надалі Умберлі стало володінням феодальної баронії Глостер, яку Король Вільгельм II (1087–1100) передав Роберту ФіцГамону (помер 1107). Його дочка та єдина спадкоємиця Мод стала дружиною Роберта де Кан, натурального сина Короля Генріха I (1100–1135).

Герб де Солейні: Четвертинне поле зі сріблом і червоним.

Перший подальший володар маєтку Умберлі, зазначений Рісдоном і Поулом, був Аскульф де Солейні (або де Соларі; латинське ім'я - Галкульфус де Солейнніо), також пан маєтку сусіднього Атерінгтону, помер у 1171 році). Він проживав в Умберлі за часів панування Короля Генріха II (1154–1189). Його наступником став син, або Гільберт (за Рісдоном), або Філіп де Солейні (за Поулом). Обидва батько і син брали участь у битвах під командуванням Короля Генріха II під час його зусиль отримати трон після Короля Стівена (1135–1154).
Гільберт/Філіп де Солейні узяв у дружини Авіс (або Хавіс) де Редверс, дочку "Бальдвіна де Редверс, графа Девона", і, за словами Рісдона, сестру "Річарда Ріверса, графа Девона", ймовірно, Річарда де Редверса, 4-го графа Девона (помер 1193 р.). Як придане, Хавіс отримала від свого батька маєток Сток Ріверс, який таким чином перейшов до її чоловіка. Гільберт/Філіп де Соліні залишив дочку Мабіль де Соліні як єдину спадкоємницю, яка стала дружиною Жордана де Шампернон, в родину якого потрапив Умберлі.

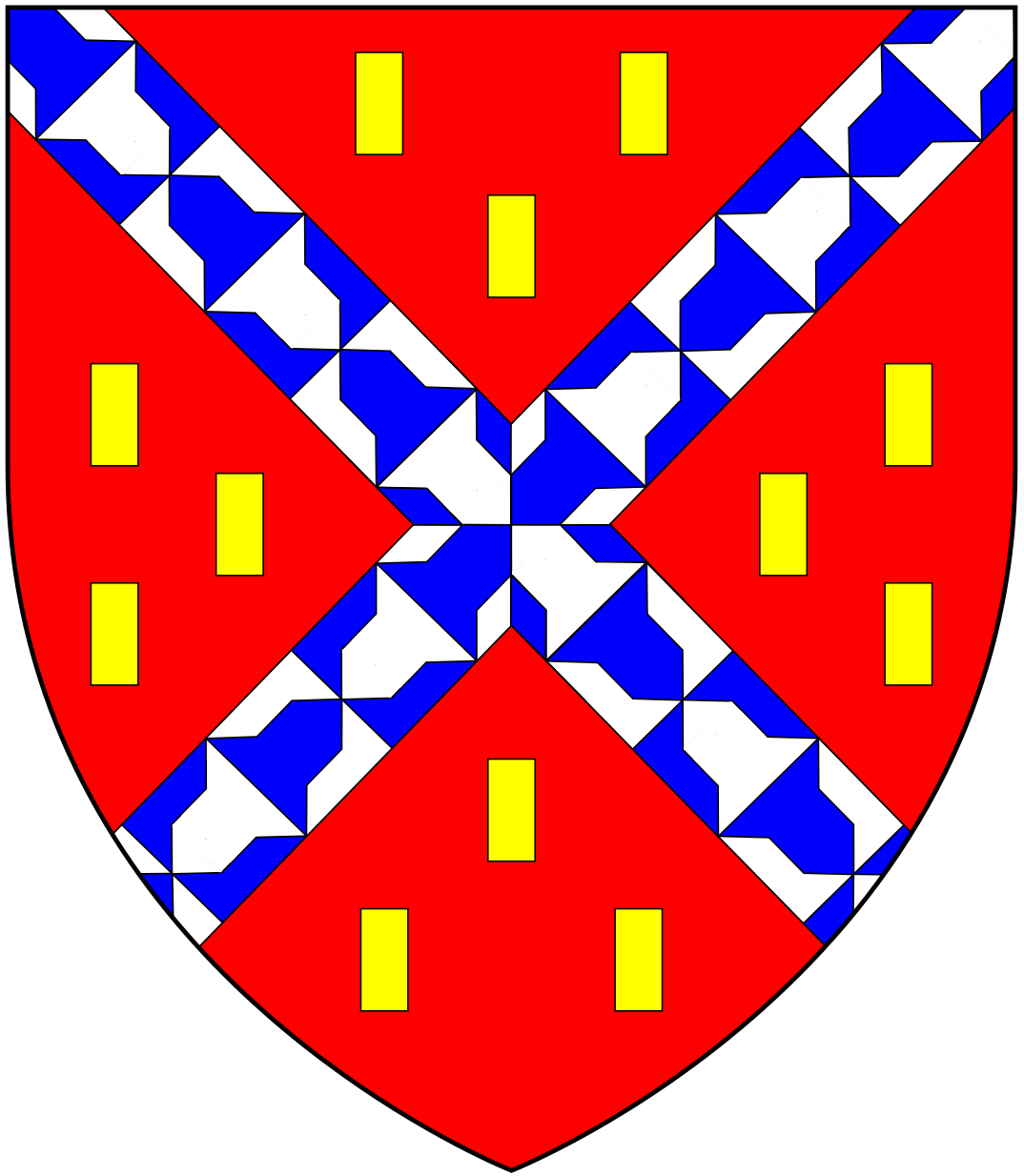
Герб родини Champernon/Champernowne: Червоний щит, на якому сріблястий косий хрест між дванадцятьма золотими білетами.

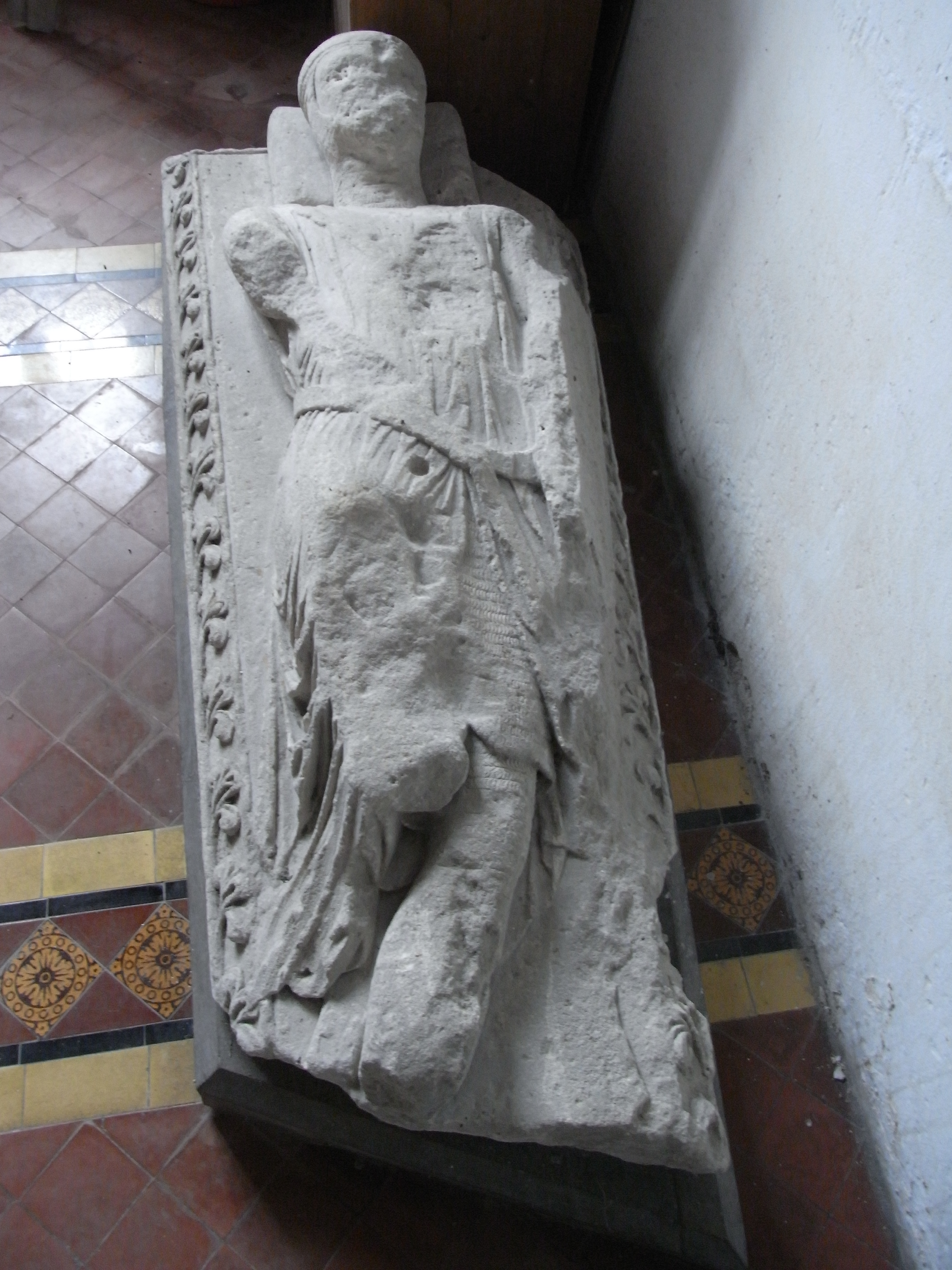
Опудало з 13 століття, спочатку з перехрещеними ногами, вважається крижаним лицарем Сером Вільямом де Шампернон, тепер розташована на сході північного притулку церкви Атерінгтон, видалена приблизно 1820 року з каплиці Умберлі. Вона схожа на опудала з 13 століття у Храмовій церкві в Лондоні.

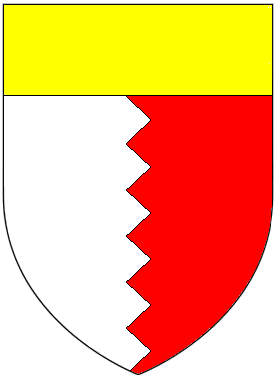
(Стародавні) герби родини Віллінгтон: Поділена попільчасто на срібло і червоний з верхньою частиною золота. Усі сини Джоан де Шампернон та Ральфа де Віллінгтона покинули свої батьківські герби Віллінгтон (давні) на користь видозміненої версії їхніх материнських гербів Шампернон (див. нижче). Ці стародавні герби відображено на вітражі 19-го століття в церкві Атерінгтон, з'єднані з гербами Шамперноун.

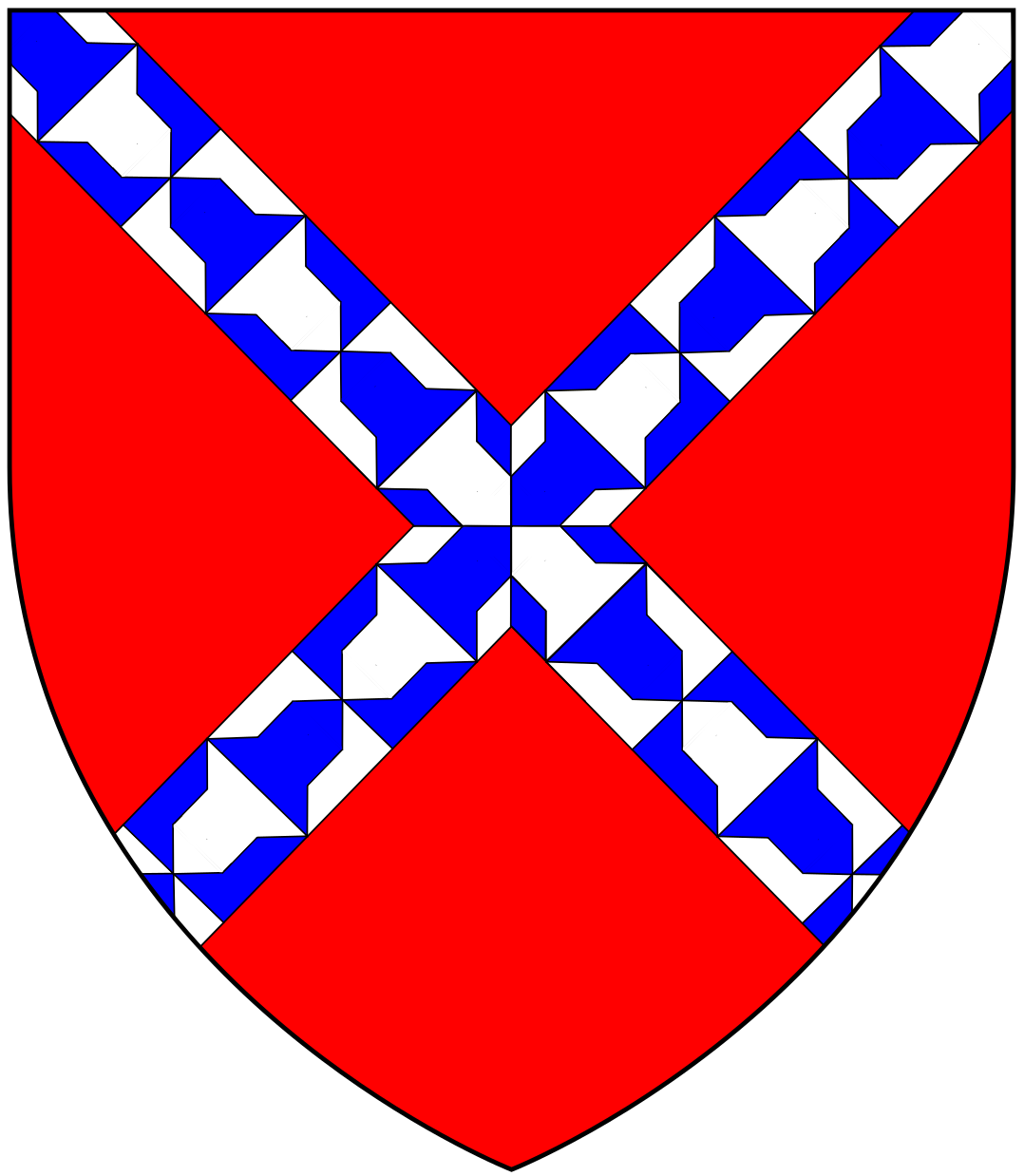
Сучасний герб Віллінгтонів з Амберлі, Девон та Барчестона в Уорікширі: Червоний щит із хрестом "веєр". Ці герби Віллінгтона з хрестом "веєр" відображені на могилі в церкві Барчестон, Уоркс., Вільяма Віллінгтона (помер 1555 р.), власника маєтку Віллінгтон, і його дружини Анни, чиї алебастрові фігури лежать на вершині гробниці. Також ті самі герби перелічені у Геральдівському візітації Уорікшира, 1619 р. (Веллінгтон де Гурлі): Червоний щит із хрестом "веєр". Герб Дерінга перелічує герб Рауфа де Вілтона як Червоний щит із хрестом "веєр".

Сім'я Шампернон, іноді латинізована як Campo Arnulfi ("поле Арнульфа"), походить з регіону Камбернон у Нижній Нормандії, і їхнє прибуття в Англію пов'язане з Нормандським завоюванням. Багато членів родини пізніше вибирали альтернативні варіанти написання, такі як Шамперноун, Шамперноун, і Чапман.
Ланцюг спадкування від Джордана та Мабілл де Шампернон не є повністю зрозумілим. За Рісдоном,[джерело?]  їхня єдина спадкоємниця була дочка Джоан де Шампернон (можливо, її нащадки прийняли прізвище Шампернон). Однак за Поулом Джордану та Мабілл приписують два сина: Річард де Шампернон, який помер без нащадків, і Джордан де Шампернон (II).

У Умберлі Вільям де Шампернон, явно онук Джордана II, був, за його дружиною Євою, батьком іншої Джоан де Шампернон (II), також єдиної спадкоємиці. Джоан II, яка жила за часів Короля Едуарда I (1272–1307), вступила в шлюб із сіром Ральфом де Віллінгтоном (II; див. наступний розділ) з Ґлостершира, але залишила своє дошлюбне прізвище, яке використовувала в правових документах. Наприклад, недатована грамота під час її вдовинства, підтверджена "Петром, єпископом Екзетерським" (очевидно, Петром Квінелем (панував 1280–1291)), передавала землю каплиці Умберлі. Рісдон зафіксував це так:
Johan de Campo Arnulphi salut(ate) noveritis me in viduitate mea divinae charitat(e) intuit(a) pro salut(ate) animae meae et antecessorum meorum nec non pro salut(ate) animarum Domini Will(ielmi) de Campo Arnulphi patris mei et Eve matris mei et Domin(i) Ralph de Willington, quondam viri mei et puerorum nostrorum conces(ssi) totam terram de Wiara ad sustentationem capella ad present(atio)nem nostram et haeredum ad celebrand(um) divina in capella nostra de Umberley . Його тести: Джон(ан)н(іс) де Панчардон, Ніколао де Філей, Роберто Біпл, Метт. de Wollington, milit(ibus) [Що можна перекласти так:] "Джоан де Шампернон, вітаю вас. Знайте всі, що я, в моєму вдовинстві, натхненна божевільною благодаттю для добра моєї душі і душ моїх предків, і, не останнього, для добра душ Господа Вільяма де Шампернон, мого батька, та Єви, моєї матері, і Господа Ральфа де Віллінгтона, колишнього мого чоловіка, і наших синів, я надала всю ту землю Віара [можливо, Вір] для підтримки капелана, призначення якого мало б належати нам і нашим спадкоємцям, для відзначення богослужінь у нашій каплиці Умберлі. З цими свідками (присутніми): Джон де Пунчардон (спочатку де Понт Шардон, власник маєтку Хінтон Пунчардон); Ніколас де Філлей (власник маєтку Філлей); Роберт Бопл (мабуть, власник маєтків Лендкі та Ноустон); Меттью де Воллінгтон, лицарі."
Інші гілки родини Шампернон були пов'язані із трьома іншими відомими маєтками в Девонширі:
- Ільфракомб був успадкований під час панування короля Річарда I (1189–1199) Генрі де Шампернон з "Кліст Шампернон" від його дружини Роаї. Лінія Ільфракомба сама походила від Річарда де Шампернон з "Кліст Шампернон", брата Джордана де Шампернон II (див. вище).
- Модбері був успадкований від родини Окестон під час панування короля Едуарда II (1307–1327). Він залишався у власності родини до 1700 року, коли його продав Артур Шамперноун з Модбері (народжений 1671/2), який помер бездітним десь до 1717 року.
- Дартінгтон Голл був придбаний віце-адміралом Сер Артуром Шамперноуном (до 1524–1578) у 1559 році. Сер Артур Шамперноун походив від Річарда де Шампернона, брата Джордана II, через молодшого сина гілки Шампернонів у Модбері. Джейн Шамперноун, єдина спадкоємиця Артура Шамперноуна (пом. 1766), стала дружиною Артура Гаррінгтона (пом. 1819), який відповідно до умов спадку змінив своє прізвище по королівській ліцензії на Шамперноун. Артур Мелвілл Шамперноун (нар. 1871), правнук Джейн і Артура Гаррінгтона Шамперноуна, володів Дартінгтон Голл до 1925 року, коли він був проданий із сім'ї.

### Сім'я Віллінгтонів
Родина Ральфа де Віллінгтона II (див. вище) походила з володінь у Віллінгтоні біля Рептона в Дербіширі, а пізніше оселилася в Йейті, Глостершир.
Предок, також Ральф де Віллінгтон (I; помер до 1242 року), одружився з Олімпією (померла після 1242 року), спадкоємицею Сендхерста в Глостерширі, онуком певного Вімарка, вдовою Джона Френшевалера. Близько 1200 року Вімарк надав до Абатства святого Петра в Глостері (тепер Глостерський собор) 6 акрів землі в Лонгфорді, в межах маєтку Сендхерст, з метою ремонту "залізничих робіт коней", які належали відвідуючим монахам. Подарунок пізніше було підтверджено Ральфом Віллінгтоном, чоловіком Олімпії. Між 1224 і 1228 роками Ральф Віллінгтон та його дружина Олімпія збудували Леді-чейпл у Абатстві святого Петра в Глостері. Ральф також утримував (від Томаса де Бомона, 6-го графа Уорвікського (1208–1242) як верховного лендлорда) маєток Поултон в Овері, Глостершир.
Ральф II взяв в жінки Жанну де Шампернон, спадкоємицю Амберлі, за часів правління Едуарда I (1272–1307). Потомки Ральфа II і Жанни були такі:
- Ральф де Віллінгтон (старший син), якого Рісдон описав як "достойного воїна", обіймав посаду губернатора замку Ексетер у 1253 році та став шерифом Девону у 1254 або 1257 році (причому резиденцією шерифа Девону був королівський замок Ексетер). Він узяв в дружини Джуліану де Ломен, доньку та спадкоємицю сира Річарда де Ломена з «Ломена» (сучасне Аплоумен, поблизу Тівертона) та Гіттішама.
- Джон де Віллінгтон (пом. 1338/1339), найстарший син і спадкоємець, який 8 серпня 1299 отримав королівську ліцензію на спорудження свого особняка в Йейті.

## Залізничний транспорт
Залізнична станція Амберлі розташована на лінії Тарка на північ від Портсмут-Армс і на південь від Чапелтона. Ця послуга забезпечує пряме сполучення з Ексетером і Барнстаплем. Всі послуги залізниці здійснюються Great Western Railway.

## зовнішні посилання
- Веб-сайт спільноти

Шаблон:Devon